# Leandro Barrera
Leandro Iván Barrera (Godoy Cruz, 22 febbraio 1991) è un calciatore argentino, centrocampista del Cobreloa.

## Caratteristiche tecniche
È un esterno sinistro.

## Carriera
Cresciuto nelle giovanili dell'Argentinos Juniors, ha esordito in prima squadra il 7 agosto 2010 in occasione del match perso 2-1 contro l'Huracán.

## Statistiche

### Presenze e reti nei club
Statistiche aggiornate al 23 marzo 2018.
| Stagione                  | Squadra                   | Campionato                | Campionato | Campionato | Coppe nazionali | Coppe nazionali | Coppe nazionali | Coppe continentali | Coppe continentali | Coppe continentali | Altre coppe | Altre coppe | Altre coppe | Totale | Totale | Totale |
| Stagione                  | Squadra                   | Comp                      | Pres       | Reti       | Comp            | Pres            | Reti            | Comp               | Pres               | Reti               | Comp        | Pres        | Reti        | Pres   | Reti   |        |
| ------------------------- | ------------------------- | ------------------------- | ---------- | ---------- | --------------- | --------------- | --------------- | ------------------ | ------------------ | ------------------ | ----------- | ----------- | ----------- | ------ | ------ | ------ |
| 2010-2011                 | Argentinos Juniors        | PD                        | 2          | 0          | CA              | 0               | 0               |                    | -                  | -                  |             | -           | -           | 2      | 0      |        |
| 2011-2012                 | Argentinos Juniors        | PD                        | 8          | 1          | CA              | 1               | 0               | CS                 | 0                  | 0                  |             | -           | -           | 9      | 1      |        |
| 2012-2013                 | Argentinos Juniors        | PD                        | 29         | 2          | CA              | 0               | 0               |                    | -                  | -                  |             | -           | -           | 29     | 2      |        |
| 2013-2014                 | Argentinos Juniors        | PD                        | 3          | 0          | CA              | 0               | 0               |                    | -                  | -                  |             | -           | -           | 3      | 0      |        |
| Totale Argentinos Juniors | Totale Argentinos Juniors | Totale Argentinos Juniors | 42         | 3          |                 | 1               | 0               |                    | -                  | -                  |             | -           | -           | 43     | 3      |        |
| 2014                      | Chivas USA                | MLS                       | 32         | 1          | USCup           | 1               | 0               |                    | -                  | -                  |             | -           | -           | 33     | 1      |        |
| 2015                      | S.J. Earthquakes          | MLS                       | 6          | 0          | USCup           | 2               | 0               |                    | -                  | -                  |             | -           | -           | 8      | 0      |        |
| 2016                      | San Martín (SJ)           | PD                        | 0          | 0          | CA              | 1               | 0               |                    | -                  | -                  |             | -           | -           | 1      | 0      |        |
| 2016-2017                 | Chacarita Juniors         | BN                        | 23         | 1          | CA              | 1               | 0               |                    | -                  | -                  |             | -           | -           | 24     | 1      |        |
| 2017-2018                 | All Boys                  | BN                        | 18         | 1          | CA              | 0               | 0               |                    | -                  | -                  |             | -           | -           | 18     | 1      |        |
| Totale carriera           | Totale carriera           | Totale carriera           | 121        | 6          |                 | 6               | 0               |                    | -                  | -                  |             | -           | -           | 127    | 6      |        |